# Ну-де-Сьєнн
Ну-де-Сьєнн (фр. Noues de Sienne) — муніципалітет у Франції, у регіоні Нижня Нормандія, департамент Кальвадос. Ну-де-Сьєнн утворено 1 січня 2017 року шляхом злиття муніципалітетів Шам-дю-Бу, Курсон, Фонтенермон, Ле-Гаст, Ле-Меній-Бенуа, Ле-Меній-Коссуа, Меній-Кленшам, Сен-Манв'є-Бокаж, Сен-Севе-Кальвадо i Сет-Фрер. Адміністративним центром муніципалітету є Сен-Севе-Кальвадо. Населення — 4285 осіб (01.01.2021).